# Слов'яни (телесеріал)
«Слов'яни» (англ. The Slavs, словац. Slovania) — українсько-словацький історичний телесеріал вперше оприлюднений у 2021 році. Сюжет серіалу заснований на давньослов'янській міфології; творці спеціально обрали обрані стародавні перекази з українського та словацького фольклору, літератури та казкової спадщини. Головні ролі у серіалі зіграли українська акторка Поліна Носихіна та словацькі актори Juraj Loj, Tomáš Maštalír, Dušan Cinkota та Jana Kvantiková.
Прем'єра словацькомовної версії відбулася 10 березня 2021 року на словацькому телеканалі «TV JOJ». Прем'єра україномовної версії відбулася 3 травня 2021 році на українському телеканалі «1+1».

## Сюжет

Томаш Машталір у образі Радуза

Дія серіалу відбувається у VII ст. н. е. та розгортається паралельно у двох слов'янських поселеннях: городищі землеробів Фурнау та схованому високо в Карпатах селищі мисливців і пастухів Великий Стіл, де живе головна героїня — юна травниця Драга. Дівчина-сирота, наділена магічними здібностями, шукає спосіб урятувати брата, та одного разу в лісі знаходить пораненого незнайомця, котрий не пам'ятає, хто він і звідки. Драга рятує чужинця, разом вони намагаються дізнатися про його минуле. Але чим більше дізнаються герої, тим більша небезпека загрожує жителям слов'янських поселень. Мирні люди змушені перетворитися на воїнів, щоб дати відсіч давнім і грізним ворогам — кочівникам-аварам…
«У серіалі ми спостерігаємо за життям двох поселень протягом календарного року, коли відбуваються всі ритуали, що були в наших пращурів у дохристиянський період, – пояснює головний сценарист „Слов'ян“ Йозеф Колеяк (Словаччина). — Починаємо від ініціації, перетворення молодих хлопців на чоловіків, далі — літнє сонцестояння… Крім того, бачимо обряди поховання, весілля, спілкування з надприродними істотами. І все це — очима людини, яка не належить до громади і з подібним стикається вперше. Можна сказати, це погляд нашого глядача».
За словами творців серіалу, їхня головна мета — зробити слов'ян, їхню міфологію, «слов'янську тему» взагалі модними у світі. «Слов'янська міфологія не менш цікава, ніж давньогрецька чи єгипетська, — запевняє креативна продюсерка серіалу Олена Бобровська (Україна), — і в тому, що вона досі не стала трендом, винні ми самі, бо не змогли розповісти свою історію так, аби всіх нею зачарувати. Цей серіал — спроба виправити ситуацію».
Оскільки дія відбувається у дохристиянський період у житті слов'янських племен, у фільмі неодноразово згадуються язичницькі божества слов'ян: Велес, Мокош, Морена. Їхні жерці та, власне, деякі з божеств — серед героїв серіалу. У картині глядач побачить також давньослов'янські обряди, реконструйовані вченими-фольклористами, та почує (в українській версії) фрагменти замовлянь, записаних від найстарішої жительки України Христини Нагорної (1900—2017 рр.) дослідницею української народної магії Анною Шестак.

## Мова телесеріалу
Знімання телесеріалу ведуться двома мовами: словацькою та українською, тобто українські актори грали українською, словацькі — словацькою. Репліки словацьких акторів потрапили у кінцеву словацькомовну аудіоверсію серіалу, а оригінально українськомовні репліки в словацькомовній версії переозвучили словацькою. Репліки українських акторів не потрапили у кінцеву українськомовну аудіоверсію серіалу, і їх було продубльовано з нуля у постпродакшині: так одну головних акторок серіалу - Поліну Носихіну - продублювала українською акторка дубляжу Антоніна Хижняк.

## У ролях
| Актор                | Актор в словацькомовній версії | Роль ориг.   | Країна актор |
| -------------------- | ------------------------------ | ------------ | ------------ |
| Юрай Лой             | Н/Д                            | Влад         | Словаччина   |
| Поліна Носихіна      | Б'янка Бучкова                 | Драга        | Україна      |
| Томаш Машталір       | Н/Д                            | Радуз        | Словаччина   |
| Марек Васют          | Н/Д                            | Славомір     | Словаччина   |
| Яна Квантікова       | Н/Д                            | Лада         | Словаччина   |
| Душан Цінкота        | Н/Д                            | Чарад        | Словаччина   |
| Макар Тихомиров      | Міхал Галлон                   | Бело         | Україна      |
| Ріхард Аутнер        | Н/Д                            | Боян         | Словаччина   |
| Міхал Рєжний         | Н/Д                            | Маломір      | Словаччина   |
| Олег Мосійчук        | Павєл Вішновскій               | Сокіл        | Україна      |
| Олександр Мавріц     | Душан Жабо                     | Богдан       | Україна      |
| Андрей Гриць         | Н/Д                            | Горан        | Словаччина   |
| Зузана Фіалова       | Н/Д                            | Божидара     | Словаччина   |
| Олександр Рудинський | Давід Гартл                    | Зубатий      | Україна      |
| Анна Адамович        | Крістіна Сварінська            | Десана       | Україна      |
| Ольга Ясинська       | Гана Леткова                   | Зора         | Україна      |
| Тетяна Міхіна        | Мілада Ражікова                | Ясна         | Україна      |
| Олексій Тритенко     | Міхал Гудяк                    | Казімір      | Україна      |
| Євгенія Шимшир'ян    | Крістіна Тур'янова             | Аварка       | Україна      |
| Jana Labajova        | Н/Д                            | Власта       | Словаччина   |
| Ашот Арушанов        | Юрай Предмерський              | каган Годрін | Україна      |

У телесеріалі було кілька камео: у ролі вартових виступили актор Остап Дзядек, телеведучий телеканалу «1+1» Руслан Сенічкін та популярний письменник та ветеран російсько-Української війни Василько Піддубний. У масових сценах знімалися переважно жителі Житомирської області.

## Український дубляж
Українською мовою фільм дубльовано студією Скоро у кіно на замовлення кінокомпанії 1+1 media в 2021 році.
- Режисер дубляжу — Катерина Брайковська
- Укладання тексту — Надія Бойван
- Звукорежисер — Андрій Обод
- Координатор проєкту — Лайті Бірюкова

Ролі дублювали:
- Андрій Твердак — Влад
- Антоніна Хижняк — Драга
- Кирило Нікітенко — Радуз
- Михайло Кришталь — Славомир
- Катерина Брайковська — Лада
- Дмитро Завадський — Чарад
- Дмитро Сова — Боян
- Олександр Ігнатуша — Сокіл
- Олег Лепенець — Богдан
- Сергій Солопай — Горан
- Наталія Ярошенко — Божидара
- Олена Бліннікова — Зора
- Оксана Гринько — Власта
- Андрій Мостренко — Каган
- Матвій Ніколаєв — торговець з Фурнау
- Роман Солошенко/В'ячеслав Дудко/Володимир Канівець — чоловічі епізоди та гуртівка
- Аліса Балан/Вікторія Мотрук/Катерина Башкіна-Зленко — жіночі епізоди та гуртівка
- Євген Лебедин — дитяча гуртівка та епізоди
- Дмитро Гаврилов — диктор

## Творча команда
| Роль                  | Словаччина                                           | Україна                                             |
| --------------------- | ---------------------------------------------------- | --------------------------------------------------- |
| Автори сценарію       | Вероніка Колеякова, Йозеф Колеяк, Ян Лютеран         | Н/Д                                                 |
| Режисери              | Петер Беб'як, Міхал Блашко                           | Сергій Санін, Олег Стахурський                      |
| Оператори             | Мартин Ж'яран, Станіслав Адам                        | Вова Іванов                                         |
| Монтажери             | Марек Краловський                                    | Н/Д                                                 |
| Музика                | Славо Соловіч                                        | Н/Д                                                 |
| Продюсери             | Ванда Адамік Грицова, Слава Адамікова, Роланд Кубіна | Андрій Єрмак, Юрій Карновський                      |
| Виконавчі продюсери   | Ванда Адамік Грицова                                 | Н/Д                                                 |
| Лінійні продюсери     | Н/Д                                                  | Анастасія Юрченко, Андрій Полікашкін, Павло Романюк |
| Асоціативні продюсери | Н/Д                                                  | Альона Бобровська, Борис Єрмак, Юлія Науменко       |

## Виробництво

### Кошторис
Кошторис телесеріалу складає ₴144 млн (€3,6 млн). Серіал створено ТОВ «СінемАдей» (англ. CinemAday) (США-Україна), ТОВ «Медійна Група Європейського Партнерства» (англ. European Partnership Media Group LLC) (Україна) та «Wandal Production, s.r.o.» (Словаччина) за участі словацького TV JOJ, українського телеканалу «1+1» та за підтримки Міністерства культури України. У 2018 році проєкт телесеріалу став переможцем конкурсу Міністерства культури України на надання державної фінансової підтримки фільмам та телесеріалам патріотичного спрямування. Із загального кошторису розміром ₴144,0 млн (€3,6 млн) виробники отримали від Мінкульту 34,4 % бюджету (₴49,6 млн). Телесеріал отримав державну фінансову підтримку у розмірі ₴49,6 млн гривень (34,4 % від тодішнього заявленого загального кошторису у 144,0 млн грн), оскільки зумів потрапити у перелік переможців з середнім балом 39,9.
Під час пітчингу до Мінкульту у 2018 році продюсер стрічки Андрій Єрмак називав чотирьох співрежисерів від України: В'ячеслава Криштофовича, Олександра Кірієнка, Єву Стрєльнікову та Сергія Чекалова.

### Фільмування
Більша частина фільмування серіалу проходила в Житомирській області. Знімання на Житомирщині тривали з травня по листопад 2019 року поблизу сіл Дениші та Тригір'я Тетерівської територіальної громади.; фільмування також частково велося в Києві та на локаціях у Чехії та Словаччині. Постпродакшн розпочався у жовтні 2019 року.

### Саундтрек
Офіційною стрижневою піснею до серіалу «Слов'яни» стала словацька пісня «Кохання не помирає» (словац. Láska neumiera) у виконанні словацьких співаків Яни Кіршнер та Штєфана Штєца.

## Список епізодів
| Сезон | Сезон | Епізоди | Оригінальний показ українською | Оригінальний показ українською | Оригінальний показ словацькою | Оригінальний показ словацькою |
| Сезон | Сезон | Епізоди | Прем'єра                       | Фінал                          | Прем'єра                      | Фінал                         |
| ----- | ----- | ------- | ------------------------------ | ------------------------------ | ----------------------------- | ----------------------------- |
|       | 1     | 12      | 3 травня 2021                  | 12 травня 2021                 | 10 березня 2021               | 12 травня 2021                |

1-ий сезон
| № серії | Назва серії                       | Режисер(и)       | Сценарист(и)                                 | Оригінальна дата виходу | Дата показу українською |
| --- | --------------------------------- | ---------------- | -------------------------------------------- | ----------------------- | ----------------------- |
| 1 | «Muž bez mena / Чоловік без ім'я» | Петер Беб'як     | Вероніка Колеякова, Йозеф Колеяк, Ян Лютеран | 10 березня 2021         | 3 травня 2021           |
| Фестиваль жертовництва відбувається у Великому столі. Травниця Драга дізнається, що її брат зараз перебуває у великій небезпеці. У сусідній фортеці старий син Радуза вирішує взяти свою долю у власні руки.                                                                                |                                   |                  |                                              |                         |                         |
| 2 | «Postrižiny / Пострижений»        | Петер Беб'як     | Вероніка Колеякова, Йозеф Колеяк, Ян Лютеран | 17 березня 2021         | 3 травня 2021           |
| Дразі вдається оживити незнайомця, але він не може згадати, хто він і що з ним сталося. Вона намагається допомогти йому і в процесі зустрічає людину, яка визнає її унікальність. Радуз все ще зміцнює свою владу в сусідній фортеці.                                                       |                                   |                  |                                              |                         |                         |
| 3 | «Obeta / Жертва»                  | Міхал Блашко     | Вероніка Колеякова, Йозеф Колеяк, Ян Лютеран | 24 березня 2021         | 4 травня 2021           |
| Іноземець чекає покарання за осквернення Постріжина та смерть Десани. Однак мешканці Великого столу під впливом Чарада відчувають за його приходом злі сили. Спроби Драхіни врятувати його здаються марними, і лише велика жертва може врятувати іноземця від смерті.                       |                                   |                  |                                              |                         |                         |
| 4 | «Poklad / Скарб»                  | Міхал Блашко     | Вероніка Колеякова, Йозеф Колеяк, Ян Лютеран | 31 березня 2021         | 4 травня 2021           |
| Влад намагаються влитися з рештою мешканців Великого столу, але зламати їхню недовіру дуже важко. Перед Драгою стоїть велике рішення щодо її майбутнього. Радуз став старійшиною фортеці Фурнау і з нетерпінням чекає сповнення пророцтва. Чи стане він нарешті батьком?                    |                                   |                  |                                              |                         |                         |
| 5 | «Nemá / Немає»                    | Сергій Санін     | Вероніка Колеякова, Йозеф Колеяк, Ян Лютеран | 7 квітня 2021           | 5 травня 2021           |
| Радуз сповнений розчарування і під впливом мстивої Каради ступає на шлях, з якого немає вороття. Невелика група аварів з'являється біля Великого столу і лякає всю фортецю. Влад примирятися з Белом і виявляє першу підказку, яка він може відкритися йому.                                |                                   |                  |                                              |                         |                         |
| 6 | «Zradca / Зрадник»                | Сергій Санін     | Вероніка Колеякова, Йозеф Колеяк, Ян Лютеран | 14 квітня 2021          | 5 травня 2021           |
| Радуз оголошує полювання на свою кохану дружину і включить сусідню до Великого столу фортецю з обіцянкою щедрої винагороди. Влад впевнений, що тільки авари можуть дати відповіді на його запитання. Але як до них потрапити?                                                               |                                   |                  |                                              |                         |                         |
| 7 | «Kupec / Крамар»                  | Міхал Блашко     | Вероніка Колеякова, Йозеф Колеяк, Ян Лютеран | 14 квітня 2021          | 10 травня 2021          |
| Влад вирушає у паломництво до аварів, щоб нарешті дізнатися про себе те, що він боїться дізнатися. Але він уже знає, де його місце, тож вирішує залишити Великий стіл і повернутися додому. Водночас Дразі доводиться стикатися з інтригами Чарада, які заважають її стосунки з Богданом.   |                                   |                  |                                              |                         |                         |
| 8 | «Morena / Морена»                 | Міхал Блашко     | Вероніка Колеякова, Йозеф Колеяк, Ян Лютеран | 21 квітня 2021          | 10 травня 2021          |
| Аби Драга змогла врятувати Богдана, вона полишається наодинці з собою. Їй не допоможуть ні Сокол, ні Влад, який по дорозі додому нарешті згадає все, що передувало його появі за Великим столом. Тож Дразі, нічого не залишається, як прийняти кардинальне рішення.                         |                                   |                  |                                              |                         |                         |
| 9 | «Slnovrat / Сонцестояння»         | Петер Беб'як     | Вероніка Колеякова, Йозеф Колеяк, Ян Лютеран | 28 квітня 2021          | 11 травня 2021          |
| Наближається літнє сонцестояння, і обидва фортеці з нетерпінням чекають, щоб вночі пробудити родючу силу землі. Лада також хоче піти на сонцестояння, щоб нарешті попрощатися з попереднім життям. Шарада повністю володіє Драгою і намагається витягнути з неї її секрети. Чи вдасться їй? |                                   |                  |                                              |                         |                         |
| 10 | «Spasiteľ / Рятівник»             | Петер Беб'як     | Вероніка Колеякова, Йозеф Колеяк, Ян Лютеран | 5 травня 2021           | 11 травня 2021          |
| Перед воротами Фурнау з'являється величезна орда аварців та їх каган. Змирившись і обдуривши богів, Радуз приєднується до них і сподівається, що він знайде розуміння серед них як половина аварів. Чарада готова принести богам людську жертву, щоб врятувати Великий стіл.                |                                   |                  |                                              |                         |                         |
| 11 | «Bitka / Битва»                   | Олег Стахурський | Вероніка Колеякова, Йозеф Колеяк, Ян Лютеран | 12 травня 2021          | 12 травня 2021          |
| Богдан вирішує захистити Великий стіл від аварів традиційним способом - шляхом переселення. Влад намагається змусити людей боротися за свою країну. Чи вдасться йому переконати мешканців Великої столи протистояти більш численному та досвідченому супернику?                             |                                   |                  |                                              |                         |                         |
| 12 | «Samo / Само»                     | Олег Стахурський | Вероніка Колеякова, Йозеф Колеяк, Ян Лютеран | 12 травня 2021          | 12 травня 2021          |
| У Драги є план перемогти кагана, але вона не знає, чи вистачить їй сил. Особливо, коли вона та її фортеця будуть битися не тільки з аварами, а й із минулим Чарада та Сокола. Фінальна битва неминуча, і боги наочно доводять свою немилосердність.                                         |                                   |                  |                                              |                         |                         |

## Реліз
Права на україномовну версію телесеріалу викупив телеканал 1+1. У середині січня 2021 року було представлено дубльований українською трейлер серіалу. Українська прем'єра усіх 12 серій відбулася 28 квітня 2021 року на vod-платформах 1plus1.video/Kyivstar TV та megogo; телевізійна ж українська прем'єра відбулася 3 травня 2021 році на українському телеканалі 1+1.
Права на словацькомовну версію телесеріалу викупив телеканал TV JOJ. Словацька телевізійна прем'єра відбулася 10 березня 2021 року на словацькому телеканалі TV JOJ.

## Телерейтинги
Після прем'єри словацькомовної версії серіалу на словацькому телеканалі TV JOJ 10 березня 2021 серіал отримав дуже високі телерейтниги: за даними TV JOJ прем'єрну серію серіалу подивилися 700 тисяч глядачів, що становить ~14% усього населення Словаччини.
Після прем'єри українськомовної версії серіалу на українському телеканалі 1+1 3 травня 2021 серіал отримав дуже низькі телерейтниги: перші 6 прем'єрних серій серіалу отримали частку 8,4% (аудиторія 18-54) та 6,4% (аудиторія 18+) й не змогли потрапити до першої десятки найрейтинговішого контенту 1+1 того тижня. Останні 7-12 серії серіалу отримали ще нижчу частку 6.6% (аудиторія 18-54) та 4.9% (аудиторія 18+) й знову не змогли потрапити до першої десятки найрейтинговішого контенту 1+1 того тижня.

## Відгуки кінокритиків
Українські кінокритики прохолодно зустріли серіал дорікнувши слабким сценарієм та непереконливим екшеном.